# Geronticus
A Geronticus a madarak (Aves) osztályának gödényalakúak (Pelecaniformes) rendjébe, ezen belül az íbiszfélék (Threskiornithidae) családjába és az íbiszformák (Threskiornithinae) alcsaládjába tartozó nem.

## Rendszerezés
A nembe az alábbi 2 élő faj és 3 fosszilis faj tartozik:
- déli tarvarjú (Geronticus calvus) (Boddaert, 1783) - típusfaj
- tarvarjú (Geronticus eremita) (Linnaeus, 1758)
- †Geronticus perplexus - középső miocén; Franciaország
- †Geronticus apelex - kora pliocén; Dél-afrikai Köztársaság
- †Geronticus balcanicus - késő pliocén; Bulgária